# Sérgio Pinto
Sérgio Ricardo da Silva Pinto (Vila Nova de Gaia, Portugal; 16 de octubre de 1980), o simplemente conocido como Sérgio Pinto, es un exfutbolista portugués, nacionalizado alemán. Se desempeñó como mediocampista.

## Trayectoria
Pasó por la cantera del Porto, para después llegar a Alemania, donde jugaría casi toda su carrera profesional. Siguió su formación como futbolista en TuS Haltern, para más tarde llegar al Schalke 04, donde tras pasar por la sub-17 y sub-19, llegaría al primer equipo.
En el equipo de Rin-Ruhr estaría seis años, aunque la mayor parte de su estadía la paso en la reserva del club, el Schalke 04 II.
Pasaría en 2004 a préstamo al Alemannia Aaachen, donde estaría una temporada. Retornaría al Schalke, pero su pase se daría de forma definitiva a final de temporada por €125.000. Con el club lograría el ascenso a la 1. Bundesliga en la temporada 2005–06, pero descendería en la siguiente tras quedar penúltimo.

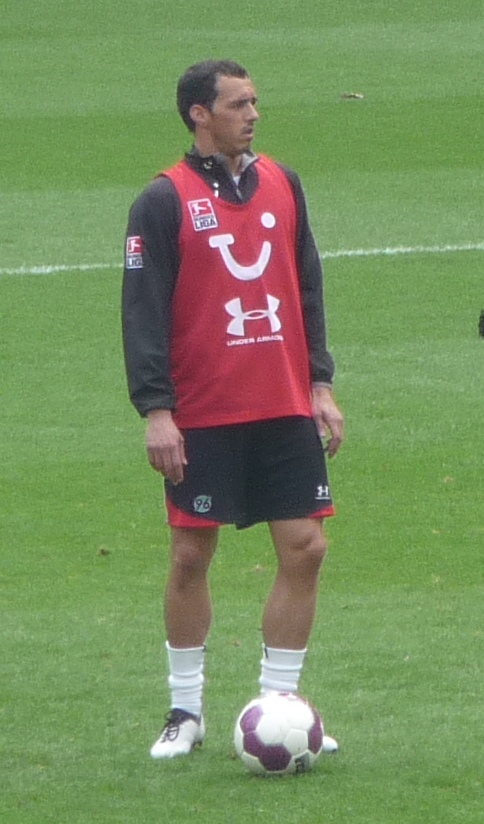
Pinto con el Hannover en 2010

Sérgio Pinto llegaría libre al Hannover 96 en 2007 para ser dirigido nuevamente por Dieter Hecking. En 2011 el equipo terminaría la 1. Bundesliga 2010-11 cuarto, lo que le permitió competir en la Europa League de la temporada siguiente, quedando en cuartos de final.
Terminando su carrera, firmaría con el Levante en 2013 por dos años. Sin embargo, pasado un año, rescindiría contrato con el equipo español para pasar al Fortuna Düsseldorf, el cual sería su último club.

## Clubes
| Club                      | País     | Año       |
| ------------------------- | -------- | --------- |
| Schalke 04                | Alemania | 1999-2005 |
| Alemannia Aachen (cedido) | Alemania | 2004-2005 |
| Alemannia Aachen          | Alemania | 2005-2007 |
| Hannover 96               | Alemania | 2007-2013 |
| Levante                   | España   | 2013-2014 |
| Fortuna Düsseldorf        | Alemania | 2014-2016 |